# ハワイ地震 (1868年)
ハワイ地震（1868 Hawaii earthquake）は、ハワイ島の観測史上最大の地震である。リヒター・スケールにおけるマグニチュードは7.9、メルカリ震度階級は最大で X (Extreme) と推定されている。本震は1868年4月2日、現地時間の午後4時に発生した。地震が原因で発生した地すべりと津波により、77人が命を失った。当該地震の影響は現在も続いている。

## 地質学的背景
ハワイ島は、ハワイ・ホットスポット上に形成されるハワイ諸島の火山活動が最も活発な場所である。ハワイ島の活火山としては、キーラウエア火山とマウナ・ロア火山があり、島の南東海中にロイヒ海山という海底火山がある。ハワイ島の南東部の隆起が継続することにより、キーラウエアとマウナ・ロアの山腹が、大規模なスランピングを起こしたり、南東方向へ転位したりする。
キーラウエアとマウナ・ロアの山腹の転位は、マウナ・ロア＝キーラウエア溝と呼ばれる地割れ帯の拡大につながる。過去に発生した地震波の反射地震学的解析によると、過去の南東方向へのずれ込みは、海洋地殻表面に近い剥離面上で起きているとされる。また、スランピングについては、沈み込みゾーンの先端部で観測される縮み量の総和が、スランプに関連する伸張断層で観測される縮み量の総和よりも大きいことから、山腹の上の方だけに影響を及ぼしているものと推定される。
ハワイ諸島周辺にある活動性のスランプのうち、最大のものはヒリナ・スランプである。ヒリナ・スランプの後端部はヒリナ伸張断層系により形成されている。ヒリナ伸張断層系は、1868年と1975年に生じた2回の地震で動いたことがあることが知られている。

## 地震
1868年の一連の地震に関しては、震央に近いケアイーワ（Keaīwa）で山羊と羊を飼っていた牧場主、フレデレック・ライマン（Frederick S. Lyman）が詳細を書き記している。数分毎に弱い地震が発生する前震が3月27日に始まった。前震の激しさは規則的に大きくなっていった。3月28日に生じた前震の規模は、マグニチュード7.1であったと推定される。一連の前震の発生後、4月2日午後4時に本震が発生した。この一連の出来事は、一説によれば、ハワイ島の南面で起きた別々の2つの地すべりが原因である。マウナ・ロア山南西の地溝部で発生した噴火により引き起こされた地すべりがその1つで、当該地すべりは海に向かって少なくとも19キロメートルは伸びていった。マグニチュード7.1の地震後の4日間に渡って続いた弱い地震は、当該地震の余震であったとみなされている。本震では、キラウエア山の南側山腹全体が、地下約9キロメートルのところで基礎から分離する運動が生じたと推定される。本震はおそらく、1つ目の地すべりが引き金になって発生した。
| 代表地点における震度（メルカリ震度級数による）                             |                                                   |
| MMI                                                                        | 場所                                              |
| X (Extreme)                                                                | ヒロ (ハワイ州), Kilauea, Nīnole, パハラ, Punaluu |
| VIII (Severe)                                                              | コハラ                                            |
| VII (Very strong)                                                          | Kealakekua, Waipio                                |
| V (Moderate)                                                               | ホノルル, カウアイ島, ラナイ・シティ              |
| 出典: U.S. Earthquake Intensity Database, National Geophysical Data Center |                                                   |

1868年のハワイ地震の余震の発生は140年以上が経過した現在でも継続している。ただし、余震発生頻度は最初の30年間ほどで指数関数的に減少した。

## 被害

### 直接的被害
ケアイーワ（Keaīwa）、プナルウ浜（Punaluʻu Beach）、ニーノレ（Nīnole）に建っていた木造の家は倒壊し、柱の上に藁を葺いた家はずたずたに引き裂かれた。カウー地区にある石造りの家や壁もほとんどが一瞬で破壊された。ワイオーヒヌ（Waiʻōhinu）にあったジョン・パリス牧師（Reverend John D. Paris）が建てた大きな石の教会も崩壊し、ヒロでは石の家2,3軒が倒壊、石壁のほとんどが倒れた。

### 津波
地震がヒリナ・スランプの再活性化の引き金になり、当該スランプに連動する沿岸部の沈下により津波が発生した。カパパラ（Kapapala）という場所では2メートルほどの地盤沈下が発生し、もともと陸地だった場所が水深1.5メートルの海の底に沈んだ。カウーとプナの海岸に到達した津波は、ホヌアポ（Honuapo）、ケアウホウ（Keauhou）、プナルウ（Punaluʻu）に大きな被害を与えた。最も大きな被害を受けたのはケアウホウである。そこでは12メートルから15メートルの高さの波が襲い、家も蔵も全部が流され、46人が溺死したと報告されている。
アープア（ʻĀpua）など、多くの村が廃村になった。

### 地すべり
地震は広い地域で地すべりを引き起こした。最も規模の大きな地すべりは、マウナ・ロア山の山腹、カパパラから落ちたものになる。カパパラの地すべりは3キロメートル幅に広がり、木も動物も人間もみな9メートルの厚さの泥の下に飲み込んでしまった。この地すべりで31人が亡くなった。

## 火山の噴火への影響
地震により山の横側に転位が発生したキーラウエア山が最も影響を受けたが、1919年になって始めて大規模な噴火を起こした。地震はマウナ・ロア山の地下を走るマグマの流れを破壊した。このことはその後の溶岩流量の減少と、成分の突然の変化により証明される。